# Platytetranychus spatulatus
Platytetranychus spatulatus är en spindeldjursart som beskrevs av Flechtmann och Baker 1970. Platytetranychus spatulatus ingår i släktet Platytetranychus och familjen Tetranychidae. Inga underarter finns listade i Catalogue of Life.